# Inhambu-carijó
Crypturellus brevirostris, popularmente conhecido como inhambu-carijó, inambu-carijó, inambu-ferrugíneo ou chororozinho, é uma ave da ordem dos Tinamiformes e pertencente à família Tinamidae. É encontrada em regiões tropicais do centro-norte do Brasil, bem como em partes da Colômbia, Guiana e Guiana Francesa.

## Etimologia
O nome científico da espécie tem origem no grego kryptos (escondido) e oura (cauda), formando Crypturellus, diminutivo de Crypturus, "ave de cauda escondida". O epíteto brevirostris vem do latim brevis (curto) e rostrum (bico), significando "bico curto". Assim, o nome completo pode ser interpretado como "pequena ave de cauda escondida e bico curto".

## Descrição
Mede aproximadamente 24 cm de comprimento. Apresenta coloração geral pardo-ferrugínea, com dorso e flancos barrados. A região da coroa é ferrugínea, e as pernas possuem tonalidade esverdeada. Assemelha-se ao Crypturellus variegatus, porém é menor e apresenta menos marcações nos flancos.

## Ecologia e comportamento

### Alimentação
O Crypturellus brevirostris é uma ave onívora, alimentando-se principalmente de frutos caídos no solo ou em arbustos baixos. Sua dieta inclui ainda pequenas quantidades de invertebrados, botões de flores, folhas tenras, sementes e raízes.

### Reprodução
A reprodução envolve comportamento característico dos tinamídeos: o macho é responsável por incubar os ovos, que podem ser postos por até quatro fêmeas diferentes. Após a eclosão, o macho também cuida dos filhotes, que permanecem com ele por um período de 2 a 3 semanas, até estarem prontos para se tornarem independentes. O ninho costuma ser construído em áreas de mata densa ou entre as raízes de sustentação de grandes árvores.

### Hábitat
Essa espécie habita principalmente florestas tropicais úmidas, incluindo florestas de várzea, pântanos e florestas de terras baixas, geralmente em altitudes de até 500 metros.